# Carlos Alazraqui
Carlos Jaime Alazraqui (Yonkers, Westchester megye, New York (állam), 1962. július 20.–) amerikai komikus, színész, rendező, producer. 
Több sorozatban is játszott, például Reno 911! – Zsaruk bevetésen, Tündéri keresztszülők és Family Guy. A Taco Bell kabalájának számító csivava hangját is ő kölcsönzi.

## Élete
Carlos Jaime Alazraqui néven született 1962. július 20.-án, Yonkersben. Szülei argentin származásúak. Kiskorában családjával együtt a kaliforniai Concordba költözött. A Kaliforniai Állami Egyetem tanulója volt 1982-től 1986-ig, ahol "open mic" versenyeken vett részt. Miután nyert, Los Angelesbe költözött.
Eleinte stand-upos volt, 1993-ban megnyerte a San Francisco-i Komédia Versenyt (San Francisco Comedy Competition). A versenyen legyőzte Marc Maron és Patton Oswalt komikusokat.

## Fordítás
- Ez a szócikk részben vagy egészben  a   Carlos Alazraqui című angol Wikipédia-szócikk fordításán alapul.  Az eredeti cikk szerkesztőit annak laptörténete sorolja fel. Ez a jelzés csupán a megfogalmazás eredetét és a szerzői jogokat jelzi, nem szolgál a cikkben szereplő információk forrásmegjelöléseként.